# Nhà máy thép Tadeusz Sendzimir

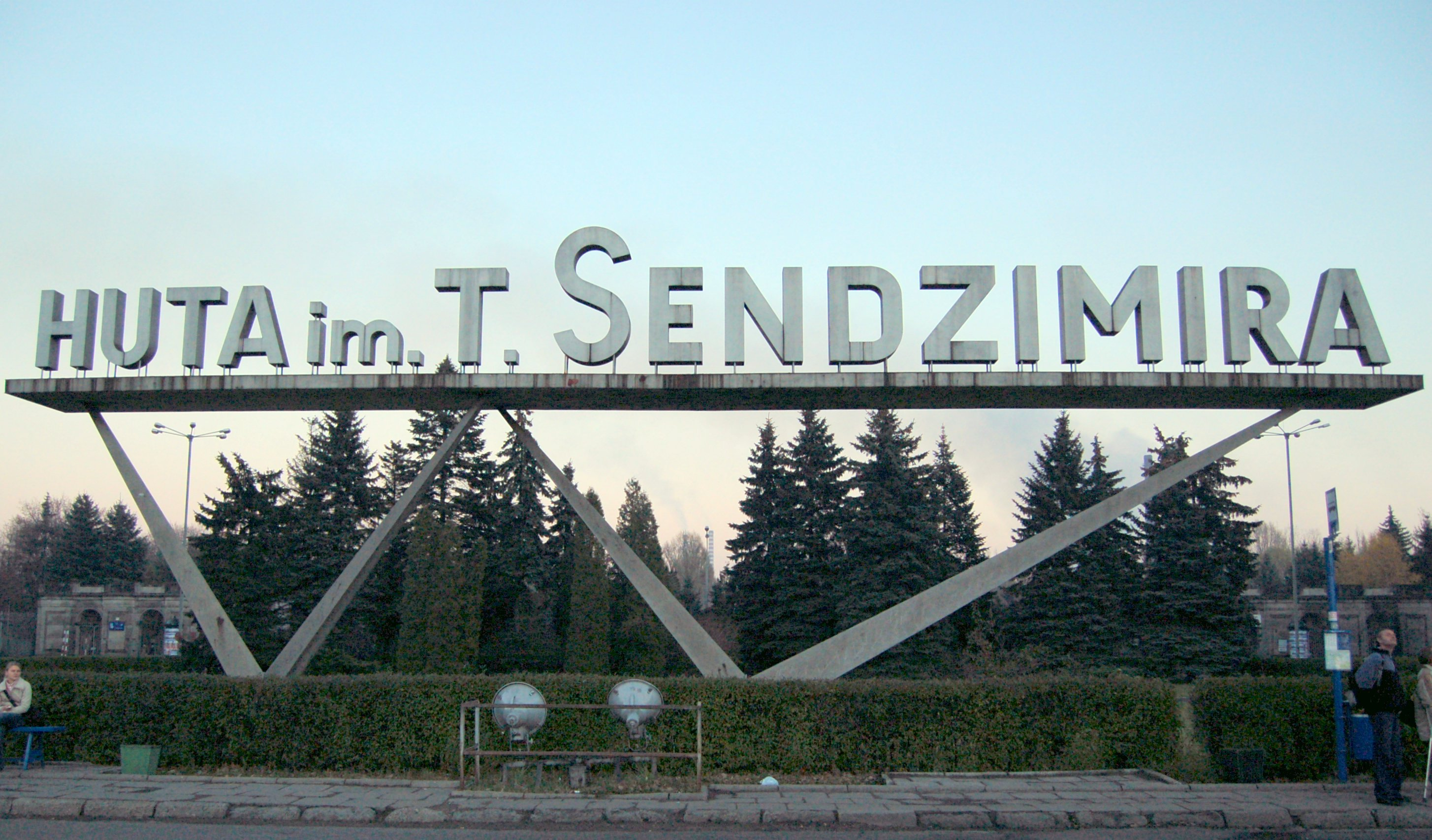
Một bảng hiệu, nằm gần cổng chính

Nhà máy thép Tadeusz Sendzimir (tiếng Ba Lan: Huta im. T. Sendzimira) là nhà máy thép lớn thứ hai ở Ba Lan. Nó được khai trương ngày 22 tháng 7 năm 1954, trong một tòa nhà mới được xây dựng, huyện ở phía Đông của Kraków gọi Nowa Huta. Các xưởng thép cũng như huyện được đặt tại khu vực trước đây bị chiếm đóng bởi làng Mogiła và vùng đất nông nghiệp xung quanh. 
Trong thời kỳ Cộng sản, nhà máy được gọi là Nhà máy thép Vladimir Lenin. Tên đã được thay đổi vào năm 1990, sau sự sụp đổ của chủ nghĩa cộng sản, và nhà máy được đổi tên để tưởng nhớ nhà khoa học và kỹ sư Tadeusz Sendzimir. Vào thời hoàng kim - vào những năm 1970 - nhà máy đã sử dụng khoảng 40.000 người và hàng năm sản xuất gần 7 triệu tấn thép. Trong những năm 1980, đây là một trong những trung tâm Công đoàn Đoàn kết quan trọng nhất, với nhiều cuộc đình công và biểu tình trên đường phố diễn ra ở Nowa Huta.
Vào tháng 1 năm 2005, nhà máy này đã được mua bởi Công ty Thép Mittal và bây giờ nó thuộc sở hữu của Arcelor-Mittal, nhà sản xuất thép lớn nhất thế giới. Tên hiện tại của nó là ArcelorMittal Poland SA Oddział Kraków, nhưng tên Tadeusz Sendzimir Steelworks vẫn được sử dụng phổ biến.